# Higuères-Souye
Higuères-Souye är en kommun i departementet Pyrénées-Atlantiques i regionen Nouvelle-Aquitaine i sydvästra Frankrike. Kommunen ligger i kantonen Morlaàs som tillhör arrondissementet Pau. År 2022 hade Higuères-Souye 276 invånare.

## Befolkningsutveckling
Antalet invånare i kommunen Higuères-Souye
| Referens: INSEE |